# Êxodo de estrangeiros do Egito
O êxodo de estrangeiros do Egito no século XX refere-se principalmente às comunidades de cidadãos de países europeus e levantinos . Essas comunidades – britânicos, franceses, gregos, italianos, armênios, malteses e judeus de origem egípcia – haviam-se estabelecido no país desde o século XIX.
A população estrangeira residente no Egito somava cerca de 200 mil pessoas ao término da Primeira Guerra Mundial. O êxodo foi precipitado por diversos fatores de instabilidade política, tais como a Crise de Suez, pela abolição do sistema de capitulações otomanas e pela ascensão do nacionalismo egípcio sob a liderança de Gamal Abdel Nasser. Em 1956, o ministro do Interior Zakaria Mohieddin declarou que, dos 18 mil cidadãos britânicos e franceses no país, 12 mil receberam ordens de expulsão e tiveram seus bens confiscados pelo governo egípcio.

## Demografia do Egito 1907-1960
| População do Egito entre 1907–60                  | População do Egito entre 1907–60 | População do Egito entre 1907–60 | População do Egito entre 1907–60 | População do Egito entre 1907–60 | População do Egito entre 1907–60 | População do Egito entre 1907–60 |
|                                                   | 1907                             | 1917                             | 1927                             | 1937                             | 1947                             | 1960                             |
| ------------------------------------------------- | -------------------------------- | -------------------------------- | -------------------------------- | -------------------------------- | -------------------------------- | -------------------------------- |
| Egípcios                                          | 11 189 978                       | 12 512 106                       | 13 952 264                       | 15 734 170                       | 18 966 767                       | 25 984 101                       |
| Cidadãos europeus                                 |                                  |                                  |                                  |                                  |                                  |                                  |
| Gregos                                            | 62,973                           | 56,731                           | 76,264                           | 68,559                           | 57,427                           | 47,673                           |
| Italianos                                         | 34,926                           | 40,198                           | 52,462                           | 47,706                           | 27,958                           | 14,089                           |
| Britânicos e malteses                             | 20,356                           | 24,354                           | 34,169                           | 31,523                           | 28,246                           | 25,175                           |
| Franceses                                         | 14,591                           | 21,270                           | 24,332                           | 18,821                           | 9,717                            | 25,175                           |
| Outros                                            |                                  |                                  |                                  |                                  | 16,664                           | 25,175                           |
| Outras comunidades                                |                                  |                                  |                                  |                                  |                                  |                                  |
| Judeus                                            | 38,635                           | 58,581                           | 63,550                           | 62,953                           | 65,639                           | 8,561                            |
| Armênios                                          | 7,747                            | 12,854                           | 17,145                           | 16,886                           | –                                | –                                |
| Sírios, palestinos e outras nacionalidades árabes | 33,947                           | 31,725                           | 39,605                           | 38,692                           | –                                | 6,375                            |